# Vica Kerekes
Éva „Vica“ Kerekes (* 28. března 1981 Fiľakovo) je slovenská herečka maďarské národnosti, narozená na Slovensku maďarské matce a otci s napůl maďarskými a napůl slovenskými kořeny. V současnosti žije v Budapešti, kam se provdala. Aby si ji maďarské publikum nepletlo se známou stejnojmennou herečkou, přijala umělecké jméno Vica (zkratka z Évica).

## Životopis
Po maturitě pracovala jako redaktorka kulturních událostí. Poté, co nebyla přijata na policejní akademii, vystudovala VŠMU (obor herectví) v Bratislavě. V Budapešti, kde žije, dostává divadelní role a v posledních letech se prosazuje i v maďarskojazyčných filmech. V roce 2011 se provdala za uměleckého fotografa Csabu Vigha, po šestileté známosti. Rozvedli se po 9 měsících. Má bratra.

## Filmografie
- 2004 Konečná stanica
- 2007 A kísértés
- 2008 Odaát
- 2008 Nestyda
- 2008 Mázli
- 2008 Bakkermann
- 2009 Nedodržený slib
- 2009 Szuperbojz
- 2009 Odsúdené (seriál)
- 2010 Dešťová víla – český hlas propůjčila Hana Kusnjerová
- 2010 Filmoviedky: Výstrel navyše (televizní film)
- 2010 Felnőttfilm
- 2010 Nesmrteľní: Diabol
- 2011 Muži v naději
- 2011 Tawaret (televizní film)
- 2011 Filmoviedky: Dušičky seniorov (televizní film)
- 2012 7 dní hříchů – český hlas propůjčila Hana Kusnjerová (ve 2. verzi)
- 2012 Robinson & Crusoe
- 2013 Křídla Vánoc
- 2013 Příběh kmotra
- 2013 Boží šichta
- 2013 Něžné vlny
- 2013 Couch Surf
- 2013 Nekem Budapest
- 2014 Zejtra napořád
- 2014 Clona (seriál)
- 2015 Burácení
- 2015 Moje matka a další cvoci v rodině
- 2015 Casanova (televizní film)
- 2016 Muzikál aneb Cesty ke štěstí
- 2016 Krycí jméno Holec – český mluvený hlas propůjčila Jolana Smyčková, zpívaný Eva Burešová
- 2016 Tenkrát v ráji
- 2016 Anděl Páně 2 – český hlas propůjčila Hana Kusnjerová
- 2016 Tranzitidő (televizní film)
- 2017 Kapitán Exner (seriál)
- 2017 Četníci z Luhačovic (seriál)
- 2017 Milada
- 2017 1890 (seriál)
- 2017 Die Freibadclique (televizní film)
- 2019 Marie Terezie II (televizní film)
- 2019 Casino.sk
- 2019 Báchorky
- 2020 Snoubenec nebo milenec?
- 2020 Hnutí odporu
- 2020 Bola raz jedna škola (seriál)
- 2021 Láska na špičkách
- 2022 Indián
- 2022 Běžná selhání
- 2023 Služka
- 2023 Vědma (seriál)
- 2024 Náhradníci (seriál)
- 2024 MIKI
- 2024 Gump – jsme dvojka
- 2025 Vina (seriál)
- 2025 Cukrkandl
- 2025 Srnky